# Multiválvulas

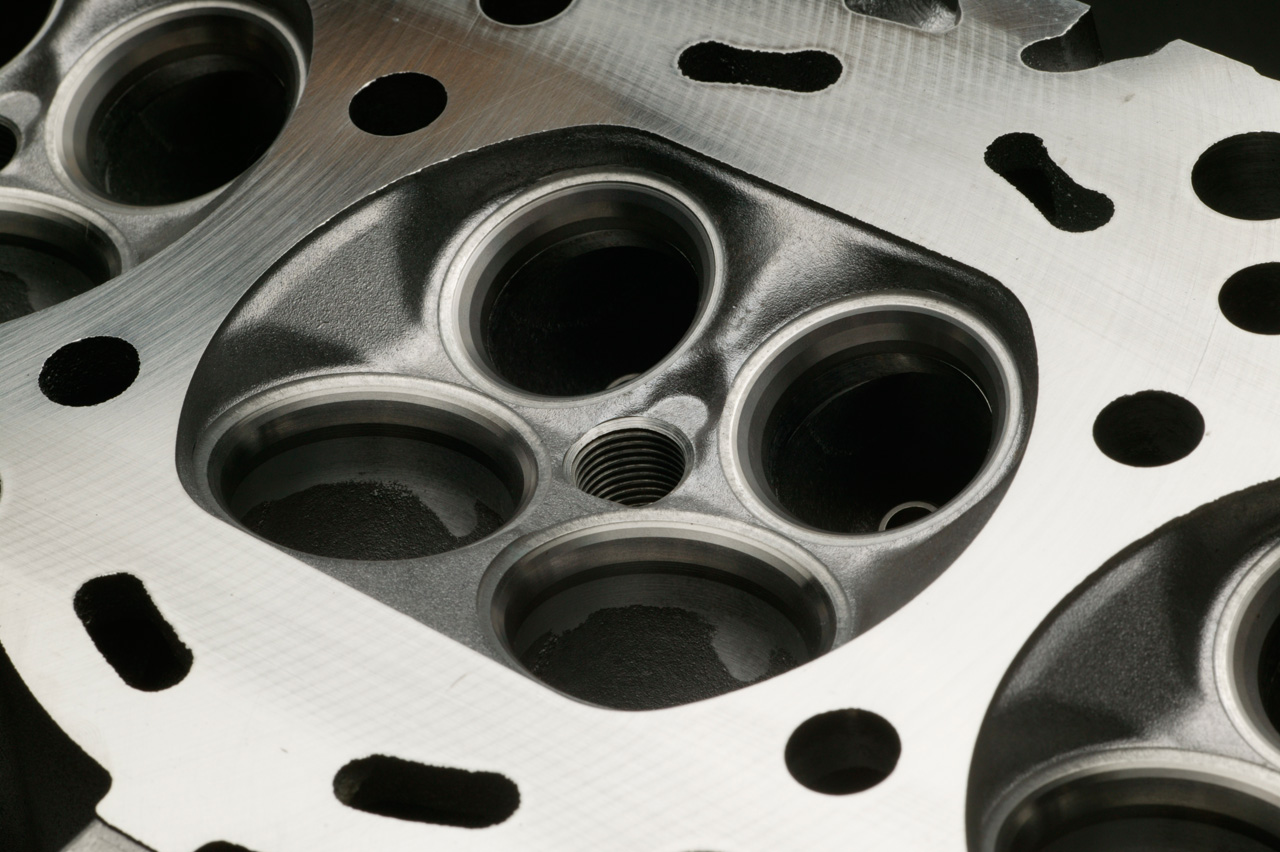
Vista de una culata de 4 válvulas por cilindro del motor de un Nissan

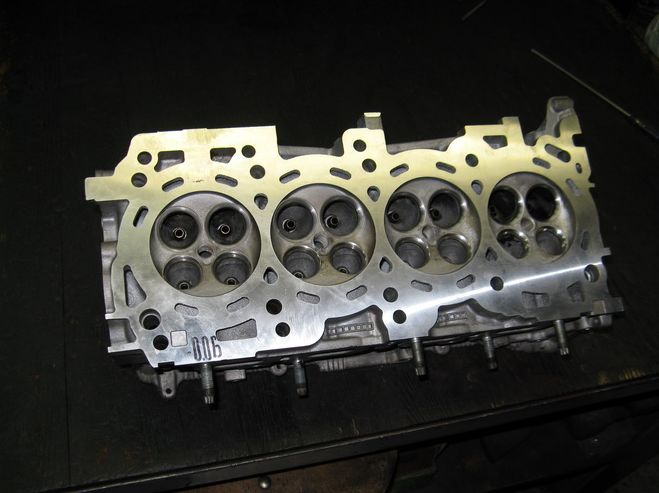
Culata de un motor de 4 cilindros en línea y 16 válvulas

En ingeniería automotriz un motor multiválvulas es uno en el que cada cilindro tiene más de 2 válvulas. Un motor multiválvulas tiene mejor respiración y puede ser capaz de funcionar a más altas revoluciones (rpm) que uno de 2 válvulas, por lo que será capaz de entregar mayor potencia.

## Fundamento del motor multiválvulas

### Diseño del motor multiválvulas
Un diseño de motor de válvulas múltiples generalmente tiene tres, cuatro o cinco válvulas por cilindro, con el fin de lograr un mayor rendimiento. Cualquier motor de combustión interna de cuatro tiempos necesita al menos dos válvulas por cilindro: una para la admisión de aire (y a menudo también del combustible mezclado con el aire), y otra para el escape de los gases de combustión. Agregar más válvulas aumenta el área total de las puertas de entrada y salida, y mejora el flujo de gases de admisión y escape, optimizando así la combustión, la eficiencia volumétrica y la eficiencia del motor en su conjunto. Además, la geometría de válvulas múltiples permite que la bujía se ubique en una posición ideal dentro de la cámara de combustión para una propagación óptima de la llama.
Los motores de válvulas múltiples tienden a tener válvulas más pequeñas (y por lo tanto, con menor masa de inercia), lo que contribuye a aminorar las necesidades de equilibrado del motor, y a reducir el desgaste de los lóbulos de la levas, lo que permite obtener a su vez regímenes de giro más altos (y por lo tanto, mayor potencia) minimizando el problema de la flotación de las válvulas. Algunos motores están diseñados para abrir cada válvula de admisión en un momento ligeramente diferente, lo que aumenta la turbulencia y mejora la mezcla de aire y combustible a bajas velocidades del motor. Más válvulas también proporcionan un enfriamiento adicional a la culata.
Las desventajas de los motores de válvulas múltiples son un aumento en el costo de fabricación y un aumento potencial en el consumo de aceite debido al mayor número de juntas por el mayor número de vástagos de las válvulas. Algunos motores de múltiples válvulas con árbol de levas en cabeza (como el Mazda B8-ME) usan un solo balancín en forma de horquilla para impulsar dos válvulas a la vez (generalmente, las válvulas de escape), de modo que se necesitan menos lóbulos de leva, reduciéndose los costes de fabricación.
- Culata de tres válvulas

Normalmente posee una sola válvula de escape grande y dos válvulas de admisión más pequeñas. Un diseño de tres válvulas permite una mejor respiración que una culata de dos válvulas, pero la válvula de escape grande da como resultado un límite de rpm no más alto que una culata de dos válvulas. El costo de fabricación de este diseño puede ser menor que un diseño de cuatro válvulas. Era común a finales de la década de 1980 y principios de la de 1990, y a partir de 2004, se introdujo en los motores de los camiones Ford Serie F y los SUV Ford. El motor bicilíndrico en V Ducati ST3, el emblemático Renault 21 TXI 2.0 12V y el mítico 2.1 turbo diésel (intercooler) de PSA Peugeot-Citroën también tenía una culata de tres válvulas.
- Culata de cuatro válvulas

Es el tipo más común de culata de válvulas múltiples, con dos válvulas de escape y dos válvulas de admisión similares (o un poco más grandes). Este diseño permite una respiración similar en comparación con una culata de tres válvulas, pero como las válvulas de escape pequeñas permiten altas rpm, este diseño es muy adecuado para obtener altas potencias.
- Culata de cinco válvulas

Menos común es la culata de cinco válvulas, con dos válvulas de escape y tres válvulas de admisión. Las cinco válvulas son similares en tamaño. Este diseño permite una excelente respiración y, como todas las válvulas son pequeñas, en teoría se pueden obtener altas rpm y muy altas salidas de potencia. En comparación con un motor de cuatro válvulas, un diseño de cinco válvulas debería tener un régimen de giro máximo más alto, y los tres puertos de entrada deberían proporcionar un llenado eficiente del cilindro y una alta turbulencia de gas (ambos rasgos deseables), aunque se ha cuestionado si una configuración de cinco válvulas ofrece un beneficio real sobre los diseños de cuatro válvulas. La introducción de la inyección directa también puede hacer que las culatas de cinco válvulas sean más difíciles de diseñar, ya que el inyector ocupa algo del reducido espacio disponible en la culata. Después de fabricar los motores Genesis de cinco válvulas durante varios años, Yamaha ha vuelto al diseño más barato de cuatro válvulas. Ejemplos de motores de cinco válvulas son los diversos propulsores 1.8l 20vT fabricados por AUDI AG, las versiones posteriores del Ferrari Dino V8 y el muy raro motor 1.6l 4A-GE de Toyota.
- Más de cinco válvulas

Para un orificio cilíndrico y válvulas de igual tamaño, aumentar el número de válvulas más allá de cinco disminuye el área total del conjunto de válvulas. La siguiente tabla muestra las áreas efectivas de diferentes números de válvulas con relación al diámetro interior del cilindro. Estos porcentajes se basan en una geometría simple y no tienen en cuenta los orificios para las bujías o los inyectores, pero estos elementos generalmente se ubican en el "espacio muerto" no disponible para las válvulas. Además, en la práctica, las válvulas de admisión a menudo son más grandes que las válvulas de escape en culatas con un número par de válvulas por cilindro:
- 2 = 50%
- 3 = 64%
- 4 = 68%
- 5 = 68%
- 6 = 66%
- 7 = 64%
- 8 = 61%

### Tecnologías alternativas

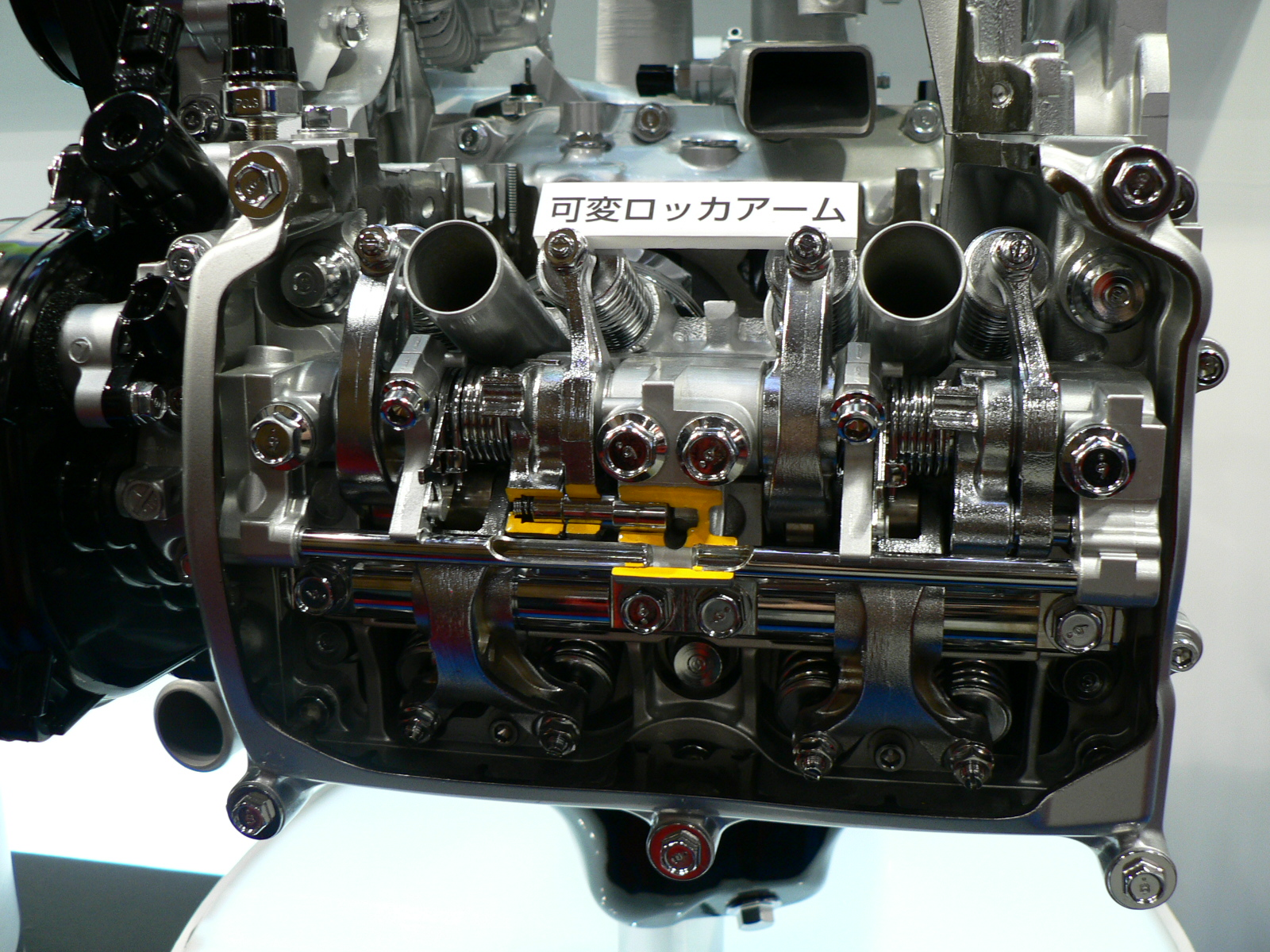
Sección del i-AVLS de Subaru, un sistema de sincronización variable de válvulas en un motor bóxer EJ25 SOHC de 4 válvulas por cilindro (Salón del Motor de Tokio, 2007)

El turbocompresor y la sobrealimentación son tecnologías que también mejoran el volumen de flujo de gases del motor, y se pueden usar en lugar de o en combinación con los motores de varias válvulas. Lo mismo se aplica a la distribución de válvulas variable y al colector de admisión variable. Las válvulas rotativas también ofrecen un mejor flujo de gases en el motor y un alto rendimiento de revoluciones, pero nunca tuvieron mucho éxito. El ajuste de los puertos de admisión y escape, como parte de la preparación de un motor, también se usa para mejorar su rendimiento.

## Automóviles y camiones

### Antes de 1914
El primer automóvil del mundo en tener un motor con dos árboles de levas en cabeza y cuatro válvulas por cilindro fue un coche de carreras, el Peugeot L76 Grand Prix de 1912 diseñado por Ernest Henry. Su motor monobloque de 4 cilindros en línea y 7,6 litros equipado con modernas cámaras de combustión hemisféricas rendía 148 bhp (19.5 HP/Litro (0.32 bhp por pulgada cúbica)). En abril de 1913, en el hipódromo de Brooklands en Inglaterra, un L76 especialmente construido llamado La Torpille ("El Torpedo") batió el récord mundial de velocidad, al alcanzar 170 km/h. Robert Peugeot también encargó al joven Ettore Bugatti que desarrollara un coche de carreras para el Gran Premio de 1912. Este Bugatti Type 18 con transmisión por cadena tenía un motor de 5 litros de 4 litros con árbol de levas en cabeza simple y tres válvulas por cilindro (dos de entrada y una de escape). Rendía unos 100 HP (75 kW; 101 CV) a 2800 rpm (0.30 CV por pulgada cúbica) y podía alcanzar 99 mph (159,3 km/h). La culata de tres válvulas se usaría más tarde en algunos de los autos más famosos de Bugatti, incluido el Grand Prix Type 29 de 1922 y el legendario Type 35 de 1924. Tanto el Type 29 como el Type 35 estaban impulsados por un motor SOHC de 8 cilindros en línea de 2 litros y 24 válvulas, que producía unos 100 bhp y 0,82 HP (1 kW; 1 CV) por pulgada cúbica.

### Entre 1914 y 1945
El A.L.F.A. 40/60 GP fue un prototipo de automóvil de carreras pionero totalmente funcional, desarrollado por la compañía ahora llamada Alfa Romeo. Se construyó un único ejemplar en 1914, que luego se modificó en 1921. Este diseño, obra de Giuseppe Merosi, fue el primer motor con árbol de levas en cabeza de Alfa Romeo. Tenía cuatro válvulas por cilindro, ángulo entre las válvulas de 90 grados e ignición de doble bujía. El motor GP tenía una cilindrada de 4.5 litros (4490 cc) y producía 88 HP (66 kW) a 2950 rpm (14.7 kW/litro), y después de las modificaciones introducidas en 1921, rendía 102 HP (76 kW) a 3000 rpm. La velocidad máxima de este automóvil era de 88-93 mph (140-149 km/h). No fue hasta la década de 1920 cuando estos motores con árbol de levas en cabeza llegaron a los coches de carretera de Alfa, como el Alfa Romeo 6C.
En 1916, la revista automotriz estadounidense Automobile Topics describía un motor de automóvil de cuatro cilindros y cuatro válvulas por cilindro fabricado por Linthwaite-Hussey Motor Co. de Los Ángeles, CA, EE. UU . de esta manera: "La empresa ofrece dos modelos de motor de alta velocidad con doble admisión y escape.".
Los primeros motores de válvulas múltiples en la configuración de culata en T fueron los Stutz de 4 cilindros en línea de 1917 y los Pierce-Arrow de 6 cilindros en línea de 1919. Los motores de culata plana estándar de entonces no eran muy eficientes, y los diseñadores intentaron mejorar el rendimiento de los motores mediante el uso de múltiples válvulas. Stutz Motor Company utilizó una culata en T modificada con 16 válvulas, encendido de bujía doble y pistones de aluminio para producir 80 bhp (59 kW) a 2400 rpm en un motor cuatro cilindros en línea y 360.8 cid (5.8 litros) (0.22 CV por pulgada cúbica). Se construyeron más de 2300 de estos potentes motores multiválvulas tempranos. Stutz no solo los usó en su famoso deportivo Bearcat, sino también en sus coches de carretera. En 1919, Pierce-Arrow presentó su 524.8 cid (8.6 litros) de seis cilindros en línea con 24 válvulas. El motor producía 48.6 bhp (0.09 bhp por pulgada cúbica) y funcionaba muy silenciosamente, lo que era muy apreciado por los traficantes de licores durante el período de la Ley seca en los Estados Unidos.
Los motores de válvulas múltiples continuaron siendo populares en motores de carreras y deportivos. Robert M. Roof, el ingeniero jefe de Laurel Motors, diseñó sus motores Roof Racing Overheads de válvulas múltiples a principios del siglo XX. Las culatas tipo A de 16 válvulas tuvieron éxito en la década de 1910, el tipo B apareció en 1918 y el tipo C de 16 válvulas en 1923. Frank Lockhart condujo un automóvil con una culata del tipo C con el que logró la victoria en Indianápolis en 1926.
Bugatti también había estado desarrollado un OHV de cuatro cilindros en línea y 1.5 litros con cuatro válvulas por cilindro desde 1914, pero no usó este motor hasta después de Primera Guerra Mundial. Rendía unos 30 bhp (22.4 kW) a 2700 rpm (15.4 kW/litro o 0.34 bhp/cid). En el Gran Premio de Voiturettes de 1920 en Le Mans, el piloto Ernest Friderich terminó primero en un Bugatti Type 13 con el motor de 16 válvulas, con un promedio de 91.96 km/h. Otro éxito reseñable se produjo en Brescia en 1921, cuando los Bugatti ocuparon los cuatro primeros puestos de la carrera. En honor a esta memorable victoria, todos los Bugatti con motor de 16 válvulas fueron denominados "Brescia". Desde 1920 hasta 1926 se construyeron alrededor de 2000 de estos coches.
Peugeot tenía un automóvil de Grand Prix de 5 válvulas con triple árbol de levas en 1921.
Bentley Motors Limited utilizó motores de válvulas múltiples desde el principio. El Bentley 3 Litros, presentado en 1921, utilizaba un motor monobloque de cuatro cilindros en línea con pistones de aluminio, cámara de combustión de cinco techos, encendido por chispa doble, SOHC y cuatro válvulas por cilindro. Rendía unos 70 bhp (0.38 bhp por pulgada cúbica). El Bentley 4.5 Litros de 1927 tenía un diseño de motor similar. El modelo de carreras rendía 130 bhp (0.48 bhp por pulgada cúbica) y el 1929 sobrealimentado de 4½ litros (Blower Bentley) alcanzó los 240 bhp (0.89 bhp por pulgada cúbica). El Bentley 6½ Litre de 1926 agregó dos cilindros al monobloque recto de 4. Este motor multi-válvula de seis cilindros en línea rendía 180-200 bhp (0.45-0.50 bhp por pulgada cúbica). El Bentley 8 Litros de 1930, con un motor de seis cilindros en línea y válvulas múltiples producía unos 220 bhp (0.45 bhp por pulgada cúbica).
En 1931, la Stutz Motor Company introdujo un motor con ocho cilindros en línea de 322 cid (5.3 litros) de doble árbol de levas y 32 válvulas con 156 bhp (116 kW) a 3900 rpm, llamado DV-32. El motor ofrecía 0.48 CV por pulgada cúbica. Se construyeron alrededor de 100 de estos motores de válvulas múltiples. Stutz también los usó en sus deportivos de primera línea, como el DV-32 Super Bearcat que podía alcanzar 100 160 (nbsp; km/h) .
El motor Duesenberg SJ Mormon Meteor de 1935 de 8 cilindros en línea, era un DOHC de 419.6 cid (6.9 litros), 4 válvulas por cilindro y un sobrealimentador. Rendía 400 bhp (298.3 kW) a 5000 rpm y 0.95 bhp por pulgada cúbica.
El coche de carreras Mercedes-Benz W125 de 1937 utilizaba un motor de ocho cilindros en línea y 8 litros, un DOHC sobrealimentado y con cuatro válvulas por cilindro. Rendía 592-646 bhp (441.5-475 kW) a 5800 rpm y alcanzaba 1.71-1.87 bhp por pulgada cúbica (77.8-85.1 kW/litro). La velocidad máxima del W125 era de unas 200 mph (322 km/h).

### Después de 1945

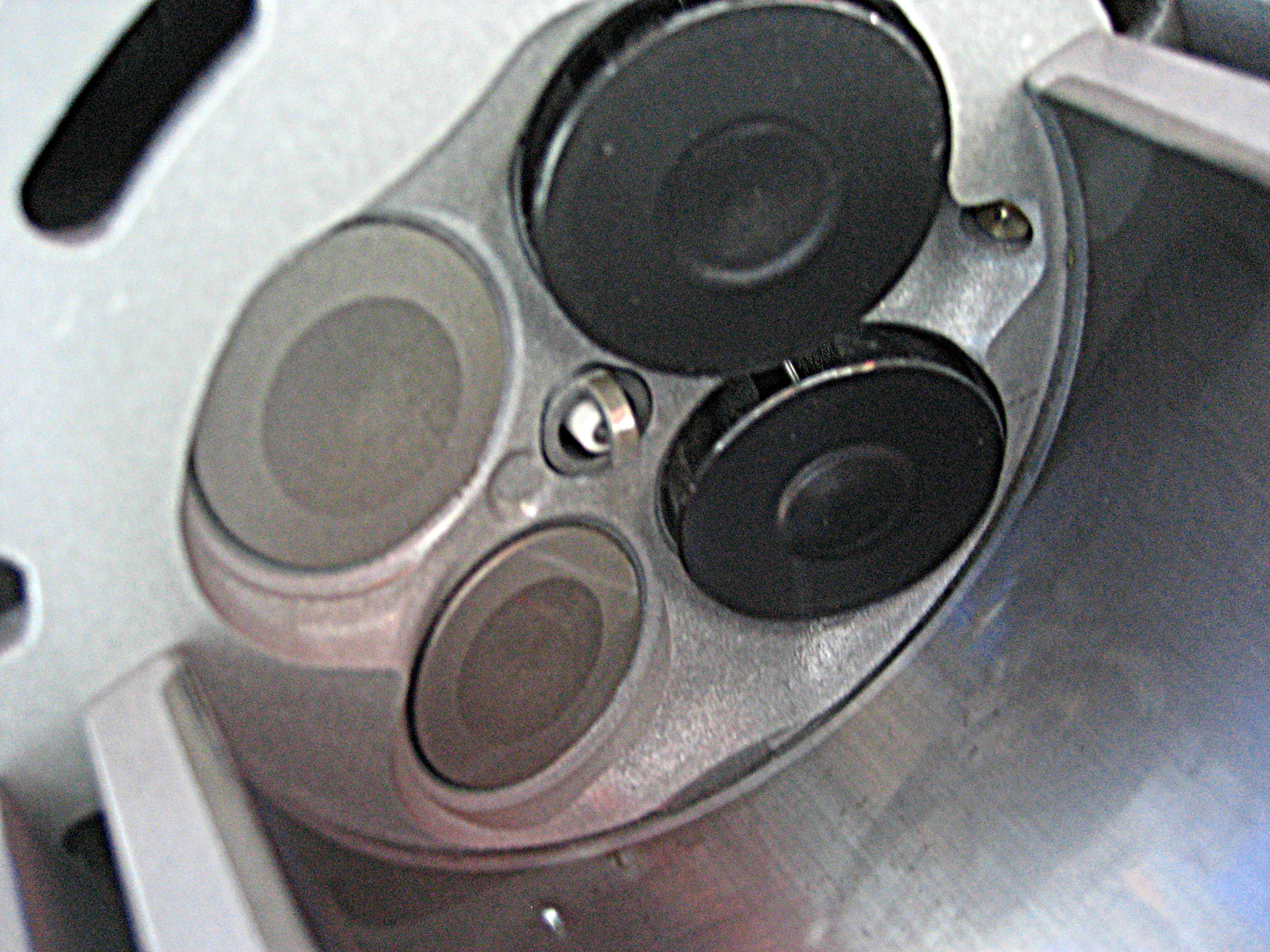
Cámara de combustión de un motor Ford EcoBoost V6 de gasolina y 3.5 litros sobrealimentado (77.8 kW/liter) mostrando las válvulas de admisión (derecha), las válvulas de escape (izquierda), el orificio central de la bujía, y el inyector directo de combustible (derecha)

El motor Cosworth DFV F1 de 1967, un V8 de 3.0 litros capaz de producir 400 HP (298 kW; 406 CV) a 9000 rpm (101.9 kW/litro), presentaba cuatro válvulas por cilindro. Durante muchos años, fue el motor dominante en la Fórmula 1, y también se utilizó en otras categorías, incluidas la CART, la Fórmula 3000 y las carreras de coches deportivos.
Debutando en el Gran Premio de Japón de 1968 en la versión original de 3.0 litros y 300 CV (221 kW; 296 HP), el Toyota 7 participó en carreras de resistencia como un motor DOHC V8 no turboalimentado de 5.0 litros (4968 cc) de 32 válvulas. Rendía 600 CV (441 kW; 592 HP) a 8000 rpm (88.8 kW/litro) y 55 kg·m (539 N·m; 398 lb·pie) a 6400 rpm.
Nissan produjo el motor S20 de seis cilindros en línea y 24 válvulas utilizado en el Nissan Skyline y en el Nissan Fairlady Z432 desde 1969. Sin embargo, el primer automóvil popular producido en serie que usaba cuatro válvulas por cilindro fue el Jensen Healey británico, que en 1972 usaba un motor DOHC Lotus 907 de cuatro cilindros en línea, 2 litros y 16 válvulas, produciendo 140 bhp (54.6 kW/litro, 1.20 bhp/cid).
El Triumph Dolomite Sprint de 1973 usaba un motor SOHC de cuatro cilindros en línea y 16 válvulas desarrollado internamente por la compañía. Este propulsor de 1998 cc (122 ci) rendía unos 127 bhp (47.6 kW/litro, 1.10 bhp/cid).
El Chevrolet Cosworth Vega de 1975 presentaba una culata multiválvulas DOHC diseñada por Cosworth Engineering en el Reino Unido. Este motor de 122 pulgadas cúbicas de cuatro cilindros en línea producía 110 HP (82 kW; 112 CV) a 5600 rpm (0.90 bhp/cid; 41.0 kW/litro) y 107 lb·pie (145,1 N·m) a 4800 rpm.
El 1976, Fiat lanzó el 131 Abarth (51.6 kW/litro); en 1976 salió el Lotus Esprit con el motor Lotus 907 (54.6 kW/litro, 1.20 bhp/cid); y en 1978 se puso a la venta el BMW M1 con el motor BMW M88 (58.7 kW/litro, 1.29 bhp/cid). Todos estos modelos usaron motores con cuatro válvulas por cilindro. El motor BMW M88/3 se utilizó en el BMW M6 35CSi de 1983 y en el BMW M5 de 1985.
En 1978, el Porsche 935 racer utilizó un motor plano-6 con doble turbo de 3.2 litros (845 bhp/630 kW a 8200 rpm; 784 Nm/578 ft.lbs a 6600 rpm). El motor refrigerado por agua utilizaba cuatro válvulas por cilindro y producía una enorme potencia de 196.2 kW/litro. Porsche tuvo que abandonar su refrigeración por aire tradicional porque el DOHC de válvulas múltiples obstaculizaba la refrigeración de las bujías. Solo se construyeron dos unidades.
Ferrari desarrolló sus motores "Quattrovalvole" (o QV) en los años 1980. Se agregaron cuatro válvulas por cilindro para los 308 y Mondial Quattrovalvole de 1982, lo que elevaba la potencia al nivel anterior a la FI de 245 HP (183 kW). Se usó un motor Dino Quattrovalvole inusual en el Lancia Thema 8.32 de 1986. Estaba basado en el motor 308 QV, pero utilizaba un cigüeñal de plano dividido en lugar del plano de tipo Ferrari. El motor fue construido por Ducati en lugar de por Ferrari, siendo producido desde 1986 hasta 1991. El Quattrovalvole también fue utilizado por Lancia para su participación en el Campeonato Mundial de Sport Prototipos con el LC2. El motor tenía doble turbocompresor y se redujo a 2.65 litros, pero produjo 720 HP (537 kW) en el ajuste de calificación. El motor luego se incrementó a 3.0 litros y aumentó su potencia a 828 HP (617 kW). El 1984 el Ferrari Testarossa tenía un motor plano-12 de 4.9 litros con cuatro válvulas por cilindro. Casi unos 7200 Testarossa se produjeron entre 1984 y 1991.
En 1985, Lamborghini lanzó el Countach Quattrovalvole, con un motor desarrollado a partir del Lamborghini V12 de 5.2 litros (5167 cc), llegando a rendir 455 CV (335 kW; 449 HP) (64.8 kW/litro).
El Mercedes-Benz W201 con motor de 16 válvulas se presentó en el Salón del Automóvil de Frankfurt en septiembre de 1983, después de establecer un récord mundial en Nardo, Italia, registrando una velocidad promedio combinada de 154,06 mph (247,94 km/h) durante la prueba de resistencia de 50 000 km (31 068,6 mi). El motor se basaba en la unidad de 2.3 litros y 8 válvulas de 136 hp (101 hp) ya instalada en las series 190 y E-Class. Cosworth desarrolló la culata de fundición de aleación ligera DOHC con cuatro válvulas por cilindro. En el ajuste para su uso en carretera, el 190 E 2.3-16 rendía 49 hp (36 kW) y 41 ft·lbf (55 N·m) de par más que el motor básico simple de levas 2.3 2.3-4 en el que se basó, para ofrecer 185 HP (138 kW) a 6200 rpm (59,2 kW/litro) y 174 lb·pie (235,9 N·m) a 4500 rpm. En 1988, un motor ampliado a 2.5 litros reemplazó al de 2.3 litros. Ofrecía cadenas de sincronización de doble válvula mejorando las cadenas simples de ajuste rápido en los primeros motores 2.3, y aumentó la potencia máxima en 17 bhp (12.5 kW) con un ligero aumento en el par. Para su homologación, se produjeron modelos Evolution I (1989) y Evolution II (1990) que tenían un motor rediseñado para permitir un límite de revoluciones más alto y capacidades de potencia de gama alta mejoradas. El motor Evo II de 2463 cc ofrecía 235 CV (173 kW; 232 HP) (70.2 kW/litro).
Saab introdujo una culata de 16 válvulas en su 2.0 litros (1985 cc) de cuatro cilindros en línea en 1984, y ofrecía el motor con y sin turbocompresor (65.5 kW/litro y 47.9 kW/litro respectivamente) en el Saab 900 y en el Saab 9000.
El Nissan FJ20 de 2.0 litros fue uno de los primeros motores japoneses de cuatro cilindros en línea de producción en serie que tenía una configuración DOHC de 16 válvulas (cuatro válvulas por cilindro, dos de admisión y dos de escape) e inyección de combustible (EFI) cuando se lanzó en octubre de 1981 en el sexta generación del Nissan Skyline. La potencia máxima era de 148 HP (110 kW) a 6000 rpm, con un par motor de 133 lb·pie (180,3 N·m) a 4800 rpm. El FJ20 también se ofreció con un turbocompresor, produciendo 188 HP (140 kW) a 6400 rpm y 166 lb·pie (225,1 N·m) a 4800 rpm.
Siguiendo el ejemplo de Nissan, el motor Toyota 4AGE de 1.6 litros (1587 cc) se lanzó en 1983. Yamaha Motor Company desarrolló la culata, construida en la planta de Toyota en Shimayama. Originalmente concebido como un diseño de dos válvulas, Toyota y Yamaha cambiaron el 4A-GE a una configuración de cuatro válvulas después de un año de evaluación. Rendía 115-140 bhp/86-104 kW a 6600 rpm (54.2-65.5 kW/litro) y 148 N·m/109 lb·ft a 5800 rpm. Para compensar la reducción de la velocidad del aire en el motor de válvulas múltiples a bajas revoluciones, los motores de primera generación incluyeron la función T-VIS.
En 1985, Volkswagen introdujo el Golf GTI 16V, con un motor de 16 válvulas de 1.8 litros y 4 cilindros en línea que rendía 139 PS (102 kW; 137 bhp) o 56.7 kW/litro, casi un 25% más que los 45.6 kW/litro del anterior motor de 8 válvulas del Golf GTI. En Francia VW montó unidades del golf gti mk1 con culata Oettinger 1.6 16v 136bhp
La familia de motores de válvulas múltiples GM Quad 4 se lanzó a principios de 1987. El Quad 4 fue el primer motor de válvulas múltiples convencional que GM produjo después del Chevrolet Cosworth Vega. El Quad 4 rendía 1,08 HP (1 kW; 1 CV) por pulgada cúbica (49.1 kW/litro). Este tipo de motores pronto se hicieron comunes, cuando los fabricantes japoneses adoptaron el concepto de válvulas múltiples.

#### Tres válvulas

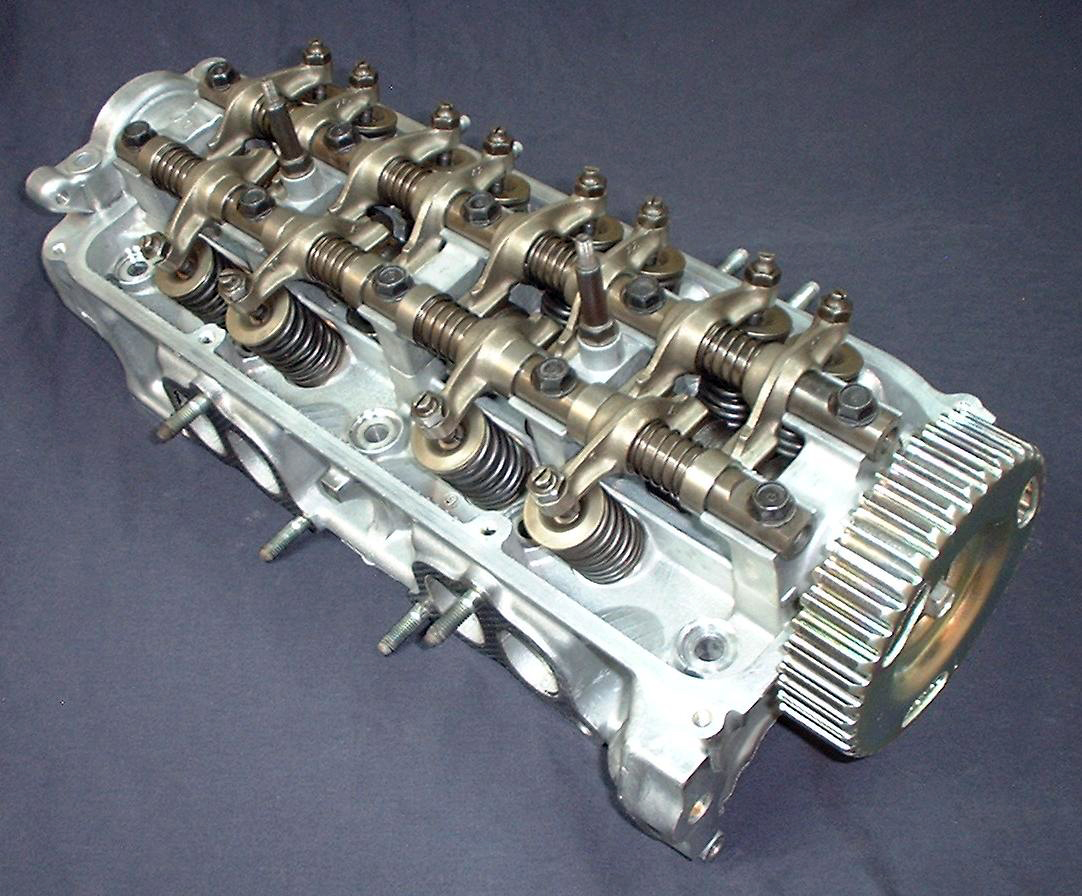
Culata del motor de un Honda CRX Si de 1987, mostrando su árbol de levas superior, balancines, muelles de las válvulas, y otros componentes. Esta es una configuración de válvulas múltiples con dos válvulas de admisión y una válvula de escape para cada cilindro

El Honda Civic de 1975 presentaba los motores de 4 válvulas y de 4 válvulas SOHC de 1.5 litros de Honda. El motor SOHC KA24E 1988–1992 de Nissan también tenía tres válvulas por cilindro (dos de entrada y una de escape). Nissan se actualizó al DOHC después de 1992 con algunos de sus coches deportivos, como el 240SX.
En 1988, Renault lanzó una versión de 12 válvulas de su Douvrin 4 cilindros 2.0l SOHC.
Mercedes y Ford produjeron motores V6 y V8 de tres válvulas. Ford anunciaba una mejora del 80% en el flujo de gases a altas revoluciones sin el costo adicional de una distribución DOHC. El diseño de Ford utilizaba una bujía por cilindro ubicada en el centro, pero el diseño de Mercedes usaba dos bujías por cilindro, ubicadas en lados opuestos, dejando el centro libre para agregar un inyector de combustible directo al cilindro en una fecha posterior.
El Citroën XM de 1989 fue el primer automóvil con motor diésel de 3 válvulas.

#### Cuatro válvulas

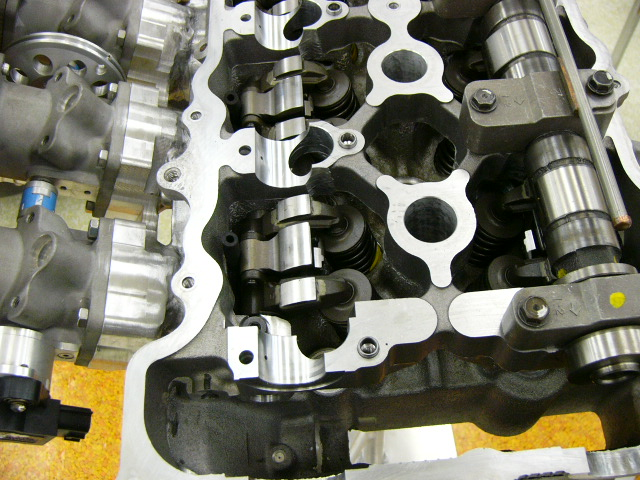
Culata de un motor Nissan SR20VE de cuatro cilindros en línea y 2.0 litros con árbol de levas en cabeza distribución de válvulas variable Neo VVL de Nissan, con control de apertura y cuatro válvulas por cilindro

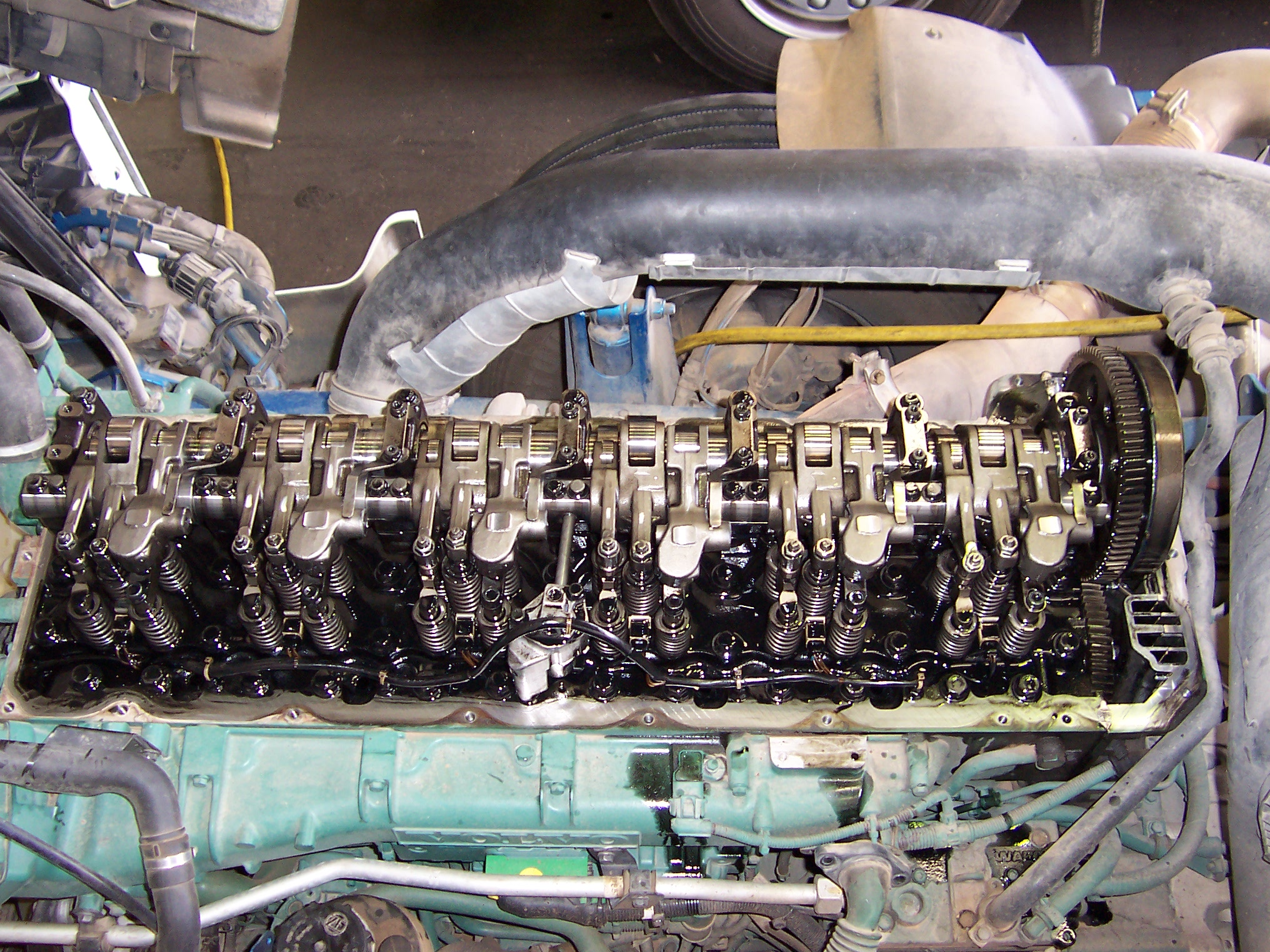
Tren multiválvula del motor diésel del camión Volvo D13A de 2005, un propulsor turboalimentado de 12.8 litros de 6 cilindros en línea (21.1-28.1 kW/litro) con SOHC y cuatro válvulas por cilindro ubicadas alrededor de un inyector central, y freno de motor VEB que opera ambas válvulas de escape

Entre los ejemplos de motores SOHC de cuatro válvulas se incluyen: los motores Honda serie F, los motores serie D, todos los motores serie J, los motores serie R, los Mazda B8-ME, y el Chrysler 3.5 L V6.
Los motores V12 de muchos aviones de combate de la Segunda Guerra Mundial también usaban una configuración SOHC con cuatro válvulas para cada cilindro.
El Mercedes-Benz Clase C (motor OM604) de 1993 fue el primer automóvil con motor diésel de 4 válvulas por cilindro.

#### Cinco válvulas
Peugeot construyó un automóvil de Grand Prix de cinco válvulas por cilindro con levas triples en 1921.
En abril de 1988, un Audi 200 Turbo Quattro propulsado por un motor experimental de cinco cilindros y 25 válvulas de 2.5 litros turboalimentado, obtuvo un rendimiento de 478 kW/650 PS a 6200 rpm (217.3 kW/litro) y estableció dos récords mundiales de velocidad en Nardò, Italia: 326.403 km/h (202.8 mph) de promedio en 1000 km (625 millas) y 324.509 km/h (201.6 mph) en 500 millas.
Mitsubishi sería el primer constructor en comercializar un motor de automóvil con cinco válvulas por cilindro, con el motor de 548 cc 3G81 utilizado en el modelo de mini coche Minica Dangan ZZ en 1989.
Yamaha diseñó la culata de cinco válvulas para los motores Toyota 4A-GE 20V 1991 Silvertop y 1995 Blacktop utilizados en algunos Toyota Corolla. Yamaha también desarrolló motores de Fórmula 1 de cinco válvulas, el OX88 V8 de 1989, el OX99 V12 de 1991, el OX10 V10 de 1993 y el OX11 V10 de 1996, pero ninguno de ellos tuvo mucho éxito.
Para sus motos de motocross YZ250F y YZ450F, Yamaha desarrolló motores de cinco válvulas.
Bugatti (EB 110), Ferrari (F355, 360 y F50), Volkswagen-Audi (Audi Quattro)-Skoda (Octavia vRS) y Toyota (4A-GE 20V) han producido vehículos con motores de cinco válvulas.

#### Seis válvulas
En 1985, Maserati fabricó un motor V6 turbo de 2.0 litros experimental con seis válvulas por cilindro (tres de entrada y tres de escape). Rendía 261 HP (195 kW; 265 CV) a 7200 rpm (97,5 kW/litro).

#### Varillas de empuje
Aunque la mayoría de los motores de válvulas múltiples utilizan árboles de levas en cabeza, ya sean SOHC o DOHC, un motor de múltiples válvulas puede ser un diseño OHV accionado con varillas de empuje. Chevrolet presentó una versión de tres válvulas de su Generation IV V8 que utilizaba una distribución mediante varillas para accionar balancines bifurcados, y Cummins Inc. fabricó un motor de seis cilindros en línea diésel OHV de cuatro válvulas, el Cummins B Series (ahora conocido como ISB). Ford también usó varillas de empuje en su motor Power Stroke de 6.7L con cuatro varillas de empuje, cuatro balancines y cuatro válvulas por cilindro. El motor Harley-Davidson Milwaukee Eight, presentado en 2016, utiliza cuatro válvulas por cilindro accionadas por varillas de empuje y un único árbol de levas en el bloque.

#### Motores turboalimentados
El 1980, el Lotus Essex Turbo Esprit (con el motor tipo 910 de cuatro cilindros en línea de 2.2 litros) se convirtió en el primer automóvil de producción en serie en utilizar un motor turboalimentado con válvulas múltiples.

## Motocicletas

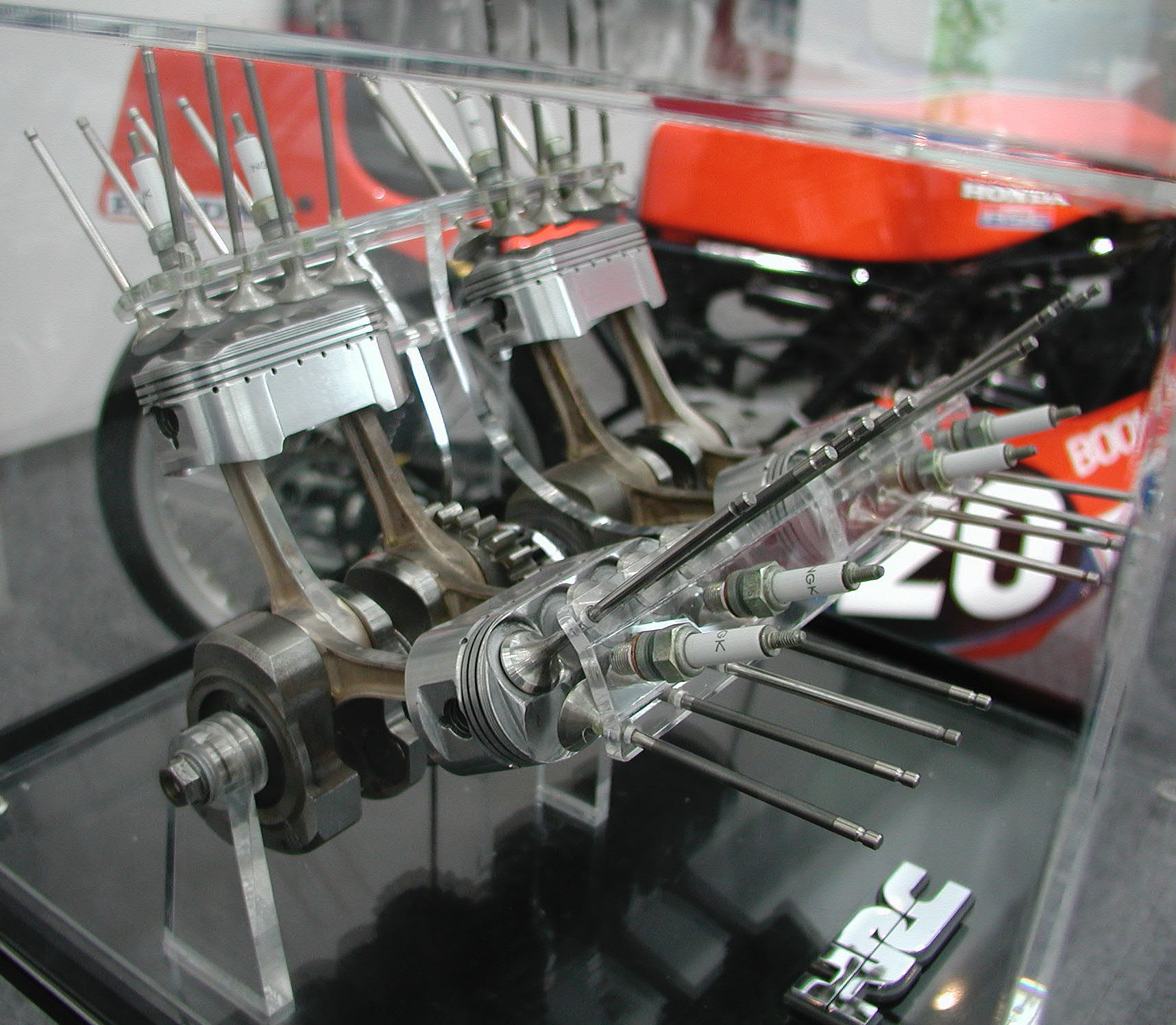
Rara disposición de 8 válvulas por cilindro del motor de motocicleta Honda NR500 V4 GP de 1979 con pistones ovales y bielas de doble pistón. El motor con árbol de levas en cabeza de 500 cc rendía más de 115 CV a 19.000 rpm (170 kW/litro)

Los ejemplos de motocicletas con motores multiválvulas incluyen:
- 1914: Peugeot de Grand Prix con motor bicilíndrico paralelo DOHC de 500 cc y 8 válvulas (velocidad máxima de 122 km/h).[29]
- 1915: Indian 61-cid (1.0 litros) OHV de 8-válvulas V-2.[30]
- 1921: Triumph Ricardo monocilíndrica de 499 cc OHV de 4 válvulas, copiado por Rudge-Whitworth con sus motores monocilíndricos de 350 cc OHV de 4 válvulas Rudge Four de 1924, y Rudge Ulster de 500 cc OHV de 4 válvulas de 1929.
- 1923: British Anzani 1098cc OHV de 8-válvulas V-2, utilizado en los triciclos Morgan y en las motocicletas McEvoy.
- 1972: Honda XL250 monocilíndrico "culata-penta" SOHC de 4 válvulas (la primera motocicleta de 4 válvulas producida en serie).
- 1973: Yamaha TX500 bicilíndrico paralelo de 500cc DOHC y 8 válvulas "culata-penta" (la primera motocicleta DOHC de 4 válvulas por cilindro producida en serie).[31]
- 1977: Honda CB 400, motor bicilíndrico paralelo SOHC con 6 válvulas.
- 1978: Honda CX500, un V-2 SOHC de 498 cc; accionado por varillas de empuje OHV con 4 válvulas por cilindro; la CX500 Turbo de 1982 fue la primera motocicleta de fábrica multiválvula equipada con turbocompresor.
- 1978: Honda CBX1000, con un motor de seis cilindros en línea de 1047 cc DOHC y 24 válvulas (105 HP (78 kW; 106 CV)).
- 1979-1992: motocicletas Honda serie NR, de carreras y de serie, con motores V-4 de 8 válvulas por cilindro y "pistón ovalado" (en realidad, V-8 de 32 válvulas con cilindros contiguos fusionados).
- 1985: motocicleta Yamaha FZ750 con motor de cuatro cilindros en línea DOHC de 20 válvulas Yamaha "Genesis".
- 1991-2010: motocicletas Yamaha TDM y TRX con motor de dos cilindros en línea con 5 válvulas por cilindro.
- 1998–2006: motocicleta deportiva Yamaha YZF-R1 con motor "Genesis" rediseñado (más compacto). El modelo de 2006 rendía 180 HP (134 kW; 182 CV) a 12.500 rpm (130.3 kW/litro).

La Yamaha XT660 tenía inicialmente cinco válvulas por cilindro, pero un rediseño posterior las redujo a cuatro. La Aprilia Pegaso 650 monocilíndrica también comenzó con cinco válvulas, pero los modelos actuales solo tienen cuatro. La BMW F650 GS de motor monocilíndrico siempre tuvo cuatro válvulas.

## Aviones

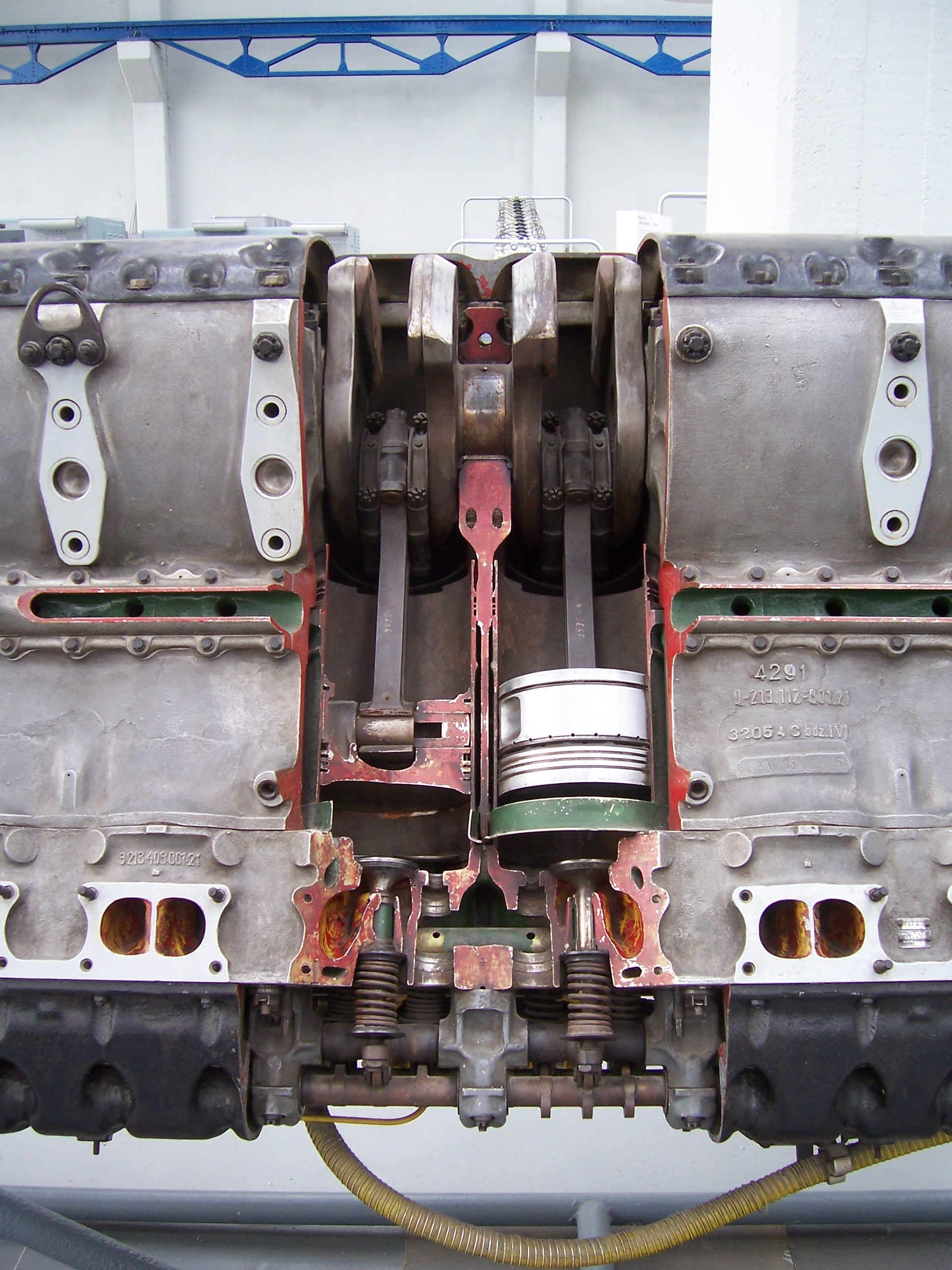
Motor Junkers Jumo 213 seccionado, que muestra un diseño de tres válvulas

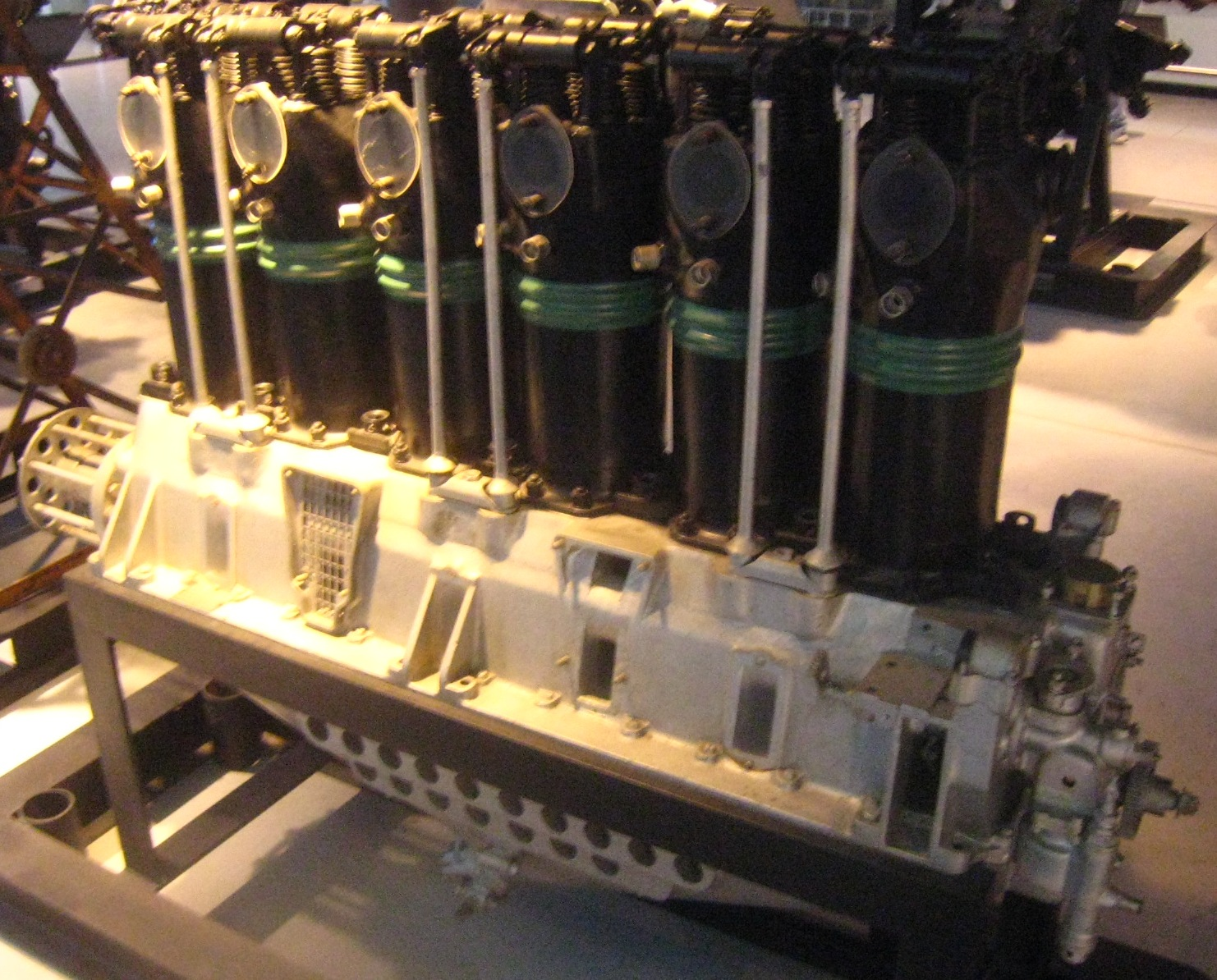
Benz Bz.IV de 1916. Este motor de avión de 6 litros refrigerado por agua de 19 litros con pistones de aluminio, doble árbol de levas y cuatro válvulas por cilindro rendía 230 CV/170 kW a 1400 rpm (9.0 kW/litro). Se produjeron unos 6400 de estos motores

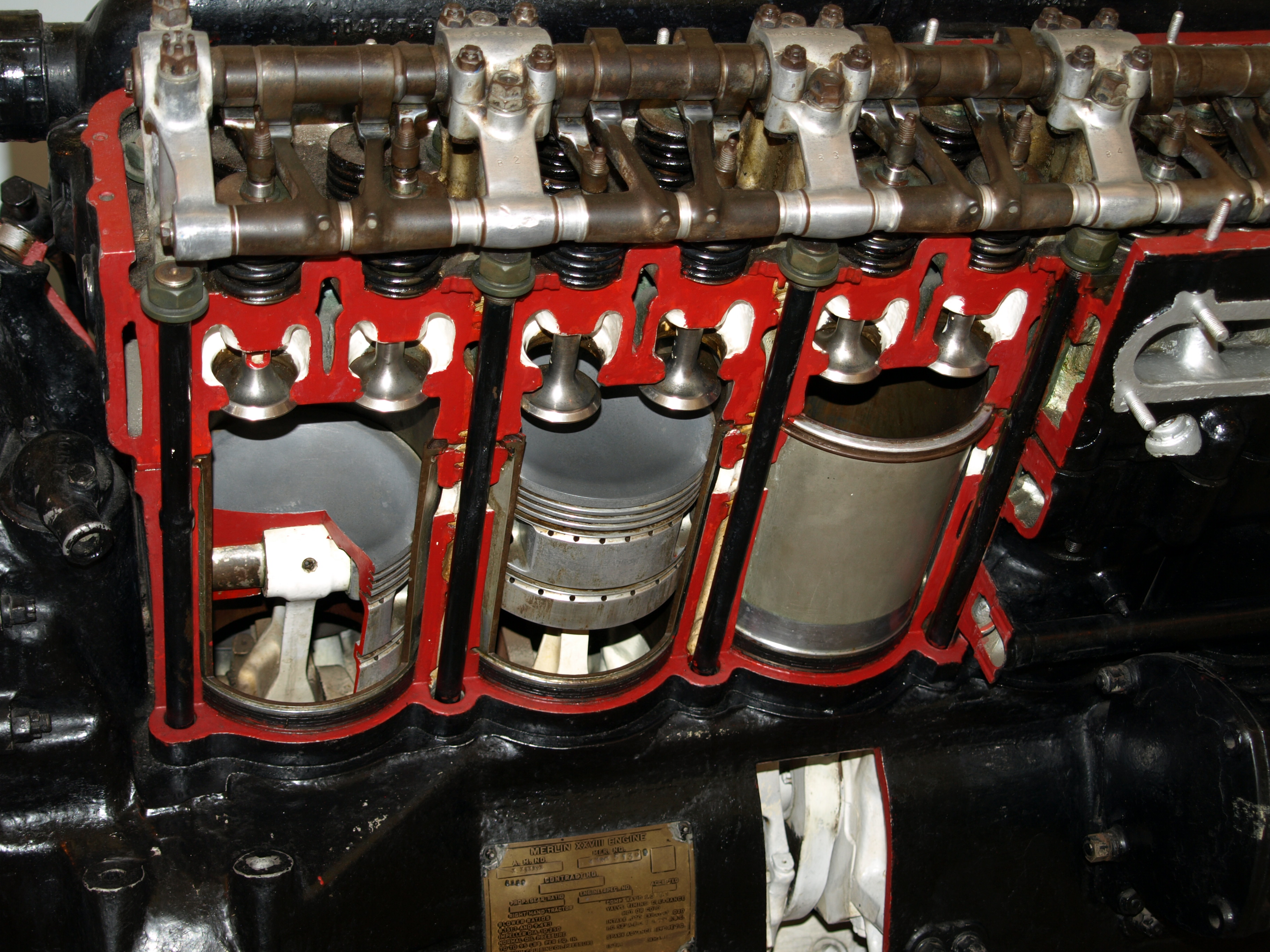
Vista en corte del motor aeronáutico Packard Merlin 28 V12 de 1941, que muestra un árbol de levas SOHC y cuatro válvulas por cilindro. Este motor sobrealimentado de, ampliamente utilizado en la Segunda Guerra Mundial, rendía 1390 bhp (38.5 kW/litro)

Ettore Bugatti diseñó varios motores aeronáuticos con válvulas múltiples. El motor Bugatti U-16 SOHC de 16 cilindros del año 1916, cubicaba 1484.3 cuin (24.32 L), y constaba de dos bancadas paralelas de 8 cilindros. Daba 410 bp (305 kW) a 2000 rpm (12.5 kW/litro o 0.28 bhp/cid). Cada cilindro tenía dos válvulas de entrada vertical y una única válvula de escape vertical, todas impulsadas por palancas oscilantes del árbol de levas. Otros motores de aeronaves de la Primera Guerra Mundial avanzados, como el Maybach Mb.IVa de 1916 (que producía 300 HP (224 kW; 304 CV) en altitud), el Benz Bz.IV de 1916 con pistones de aluminio; y el Napier Lion de 1918 (un propulsor DOHC de 24 litros, 12 cilindros y 450 CV), utilizaban dos válvulas de admisión y dos válvulas de escape.
Mucho después de que el motor de aviación King-Bugatti "U-16" los usara, poco antes de la Segunda Guerra Mundial, la empresa de aviación Junkers comenzó a fabricar el motor de aviación militar más producido durante el Tercer Reich (más de 68.000 unidades construidas). Diseñado en 1936, el Junkers Jumo 211 era un motor V12 invertido de 35 litros de desplazamiento refrigerado por agua, que utilizaba un diseño de culata de tres válvulas heredado del primer diseño V12 invertido de Junkers, el Junkers Jumo 210 diseñado en 1932. El posterior y más potente Junkers Jumo 213 de 1940, producido hasta 1945, conservó en sus versiones de producción (los subtipos Jumo 213A y -E) el diseño de culata de tres válvulas del Jumo 211.
Los Motor V12 de muchos aviones de combate de la Segunda Guerra Mundial usaban una configuración SOHC con cuatro válvulas para cada cilindro.
Un ejemplo de un moderno motor de pistón de múltiples válvulas para aviones pequeños es el Austro Engine AE300. Este motor diésel turboalimentado de 2.0 litros (1991 cc) DOHC de 16 válvulas y 4 cilindros, utiliza inyección directa de combustible common rail y entrega 168 HP (125 kW; 170 CV) a 3880 rpm (62.0 kW/litro). La hélice es impulsada por una caja de cambios integrada (relación 1.69:1) con amortiguador de vibraciones torsionales. El peso total del propulsor es de 185 kg (408 lb).

## Barcos
En 1905, el fabricante de automóviles Delahaye había experimentado con un motor marino de competición equipado con árbol de levas en cabeza y seis válvulas por cilindro. Este motor Delahaye Titan era un enorme propulsor con una cilindrada de 5190 cid (85.0 litros) que producía 350 bhp (0.07 bhp/cid). Permitió que el bote a motor Le Dubonnet, pilotado por Emile Dubonnet, estableciera un nuevo récord mundial de velocidad en el agua, alcanzando 33,8 mph (54,4 km/h) en el lago en Juvisy-sur-Orge, cerca de París, Francia.
Un ejemplo de motores modernos de válvulas múltiples para embarcaciones pequeñas es el Volvo Penta IPS Series. Estos motores diésel internos operados por joystick y refrigerados por agua de mar, utilizan carga combinada (turbo y sobrealimentador, excepto el IPS450) con posenfriador, inyección de combustible common rail y DOHC con tecnología hidráulica de 4 válvulas. La potencia en el eje de transmisión oscila entre 248 a 850 HP (185 a 634 kW) (251 a 862 CV) (la más alta eficiencia es de 59.7 kW/litro para el IPS400 de 4 cilindros en línea y 3.7 litros). Se pueden combinar varias unidades.